# Alianța pentru Viitorul Austriei

Sigla BZÖ

Alianța pentru Viitorul Austriei (în germană, Bündnis Zukunft Österreich, BZÖ) este un partid de orientare conservatoare și națională din Austria. Partidul a fost fondat la 3 aprilie 2005 de către membri proeminenți ai partidului FPÖ, Partidul austriac al libertății, printre care se numărau și Jörg Haider, care a fost și liderul acestuia până la decesul său, survenit într-un accident de mașină la 11 octombrie 2008. Secretarii Alianței sunt Stefan Petzner și Martin Strutz.